# سفر کریستیانو رونالدو به تهران
سفر کریستیانو رونالدو به تهران در جریان دیدار باشگاه فوتبال پرسپولیس و باشگاه فوتبال النصر عربستان سعودی از هفته نخست لیگ قهرمانان آسیا ۲۴–۲۰۲۳ انجام شد. 
در پی آمدن او به تهران با یک ازدهام وحشتناکی رو به رو شد.

## پیش‌زمینه
رونالدو اولین بازیکنی بود که از میان چندین بازیکن مشهور قراردادهای مجلل برای بازی در تیم‌های عربستانی را پذیرفت. عربستان میلیاردها دلار هزینه کرده‌است تا تلاش کند خود را به یک قطب ورزشی و سرگرمی تبدیل کند.
با احیای روابط دیپلماتیک بین ایران و عربستان سعودی پس از توافقی که چین در اوایل سال ۲۰۲۳ به امضا رساند، بازی‌های تیم‌های ایرانی و عربستانی در لیگ قهرمانان آسیا در زمین هم امکان‌پذیر شد. در سال ۲۰۱۶ پس از حمله به سفارت و کنسولگری عربستان سعودی در ایران در اعتراض به اعدام شیخ نمر، روحانی محبوب شیعه، عربستان سعودی روابط خود را با ایران قطع کرده‌بود.
لیگ قهرمانان آسیا ۲۰۱۵ آخرین باری بود که تیم‌های عربستانی و ایرانی در مرحله گروهی یا حذفی در زمین چمن خانگی مقابل هم قرار گرفتند.

## هتل اسپیناس پالاس
۲۷ شهریور ۱۴۰۲ کریستیانو رونالدو، ستاره پرتغالی تیم النصر عربستان، همراه با سایر اعضای این تیم با پروازی اختصاصی، ریاض را ترک کرد و وارد تهران شد. در حدفاصل فرودگاه تا هتل اسپیناس پالاس تهران، هزاران نفر تلاش کردند از خط موانع و محافظان عبور کنند تا به نزدیکی رونالدو برسند.
تصاویر استقبال مردمی از رونالدو، فضای شبکه‌های اجتماعی ایران را درنوردید و استقبال به حدی بود که نه تنها جاده‌های مسیر حرکت تیم فوتبال النصر پر از جمعیت بود، بلکه اعضای تیم با دشواری توانستند به اتاق‌های خود در هتل اسپیناس که محل اقامتشان بود راه یابند. پس از حضور رونالدو در هتل، گروهی از مردم با هجوم به محل اقامت این بازیکن وارد هتل شده و نام او را فریاد زدند. به گفته مدیر اسپیناس حدود ۳۲ نفر هر کدام ۴۳ میلیون تومان برای یک شب هزینه کردند تا شاید رونالدو را در هتل ببینند.

## رفتار جمهوری اسلامی ایران
رضا درویش، مدیرعامل پرسپولیس، روز قبل از بازی رسمی دو فرش ابریشم همراه با لوح یادبود به کریستیانو رونالدو و سادیو مانه هدیه داد. شهرداری تهران در مسیر حرکت دو اتوبوس زرد النصر، بیلبوردهایی به سه زبان عربی، انگلیسی و فارسی برای خوشامدگویی به این تیم نصب کرد. شرکت ایرانسل سیم کارت‌های بدون فیلترینگ به اعضای تیم النصر اهدا کرد. مجموعه این رفتارها توسط مخالفان جمهوری اسلامی ایران، نمایش عادی‌سازی و پروپاگاندا نامیده شد.

## واکنش‌ها
پرویز پرستویی، بازیگر سینما، در پستی انتقادی گفت «کل سفر رونالدو و کاروان النصر به تهران حتی ۴۸ ساعت هم طول نخواهد کشید. اما کل کشور دلشوره حفظ آبرو دارد.»
عزت‌الله ضرغامی، وزیر میراث فرهنگی، گردشگری و صنایع دستی گفت، رونالدو و بقیه اعضای تیم النصر باید برای برقراری ارتباط، پیام‌رسان‌های بله و ایتا را که مورد تأیید جمهوری اسلامی است، نصب کنند.(البته به شوخی)